# Završnica (dolina)
Završnica je dolina pod goro Stol (2236 mnm) v Karavankah. Nahaja se v bližini naselja Moste v občini Žirovnica, po njej teče istoimenski potok, ki izvira na Zelenici pod Stolom in se izliva v umetno zajezeno (istoimensko) jezero Završnica. Leži na nadmorski višini 640 m, ima površino 2,5 ha in največjo globino 10 m. V njem kopanje ni dovoljeno: jezero je bilo urejeno leta 1914 zaradi potrebe akumulacije vode za hidroelektrarno Završnica, ki je bila prva javna hidroelektrarna v Sloveniji.
Dolina je izhodišče nekaterih poti v Karavanke; na Stol (Valvasorjeva koča) in Ajdno ter Begunjščico (Tinčkova koča).

## Slapovi Završnice
Znana sta predvsem dva slapova, oba na desnem bregu doline: Slap pod Gozdašnico in Slap pod Kurico.
- Slap pod Gozdašnico
- Slap pod Kurico